# Auxilia
Auxilia var den romerska arméns hjälptrupper. Dessa soldater var inte romerska medborgare utan rekryterades bland galler, germaner och andra folk som romarna hade besegrat och upptagit bland sina allierade. 